# Luaʻatofuaʻa
Luaʻatofuaʻa ist eine winzige unbewohnte Insel in der tonganischen Inselgruppe Vavaʻu.

## Geographie
Luaʻatofuaʻa ist ein winziges Eiland ganz im Süden von Vavaʻu, im Bereich der Richards Patches, zwischen Fonuaʻoneʻone und Taula (Vavaʻu).

## Klima
Das Klima ist tropisch heiß, wird jedoch von ständig wehenden Winden gemäßigt. Ebenso wie die anderen Inseln der Vavaʻu-Gruppe wird Luaʻatofuaʻa gelegentlich von Zyklonen heimgesucht.